# 砂輪機

台式砂輪機

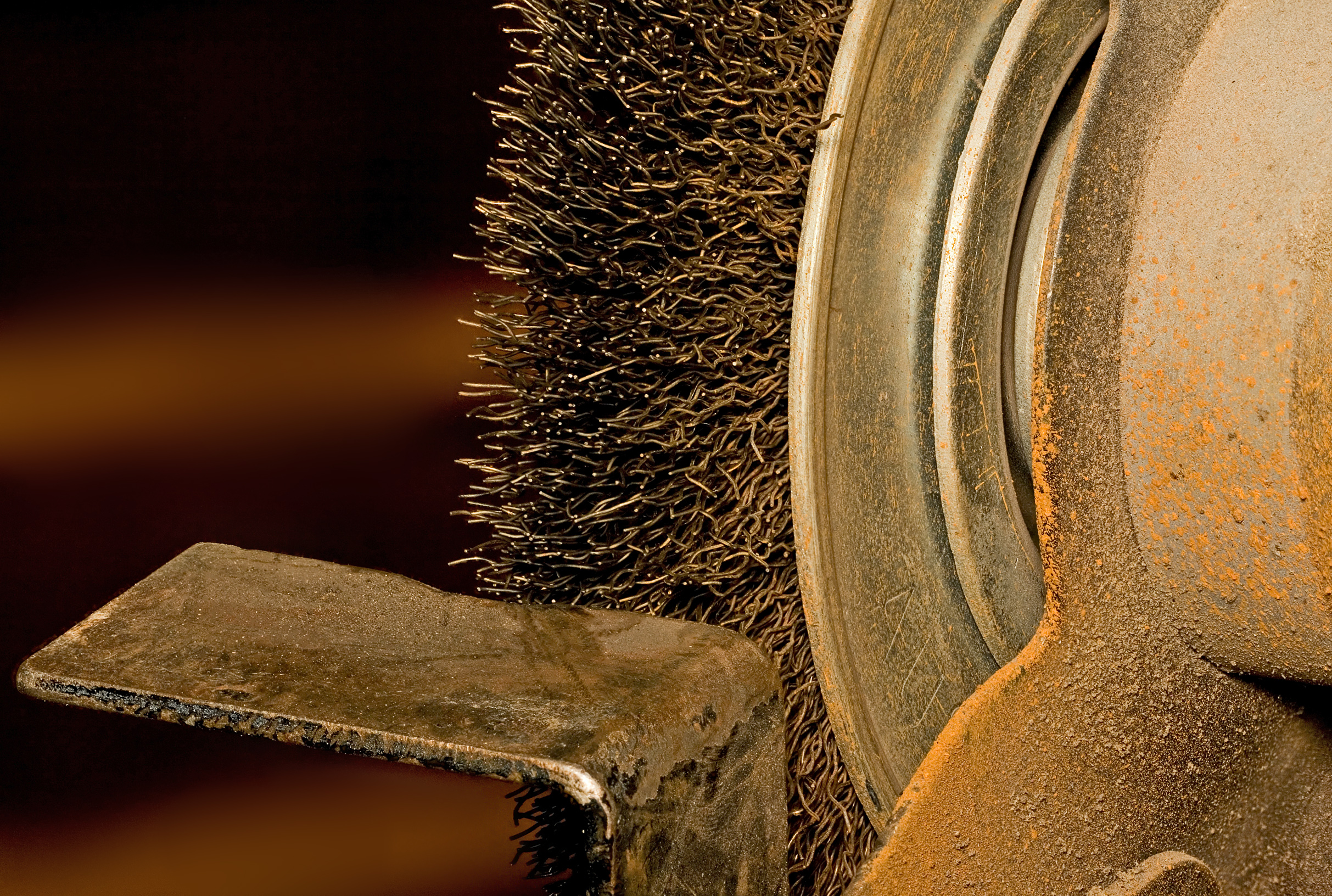
鋼絲刷輪

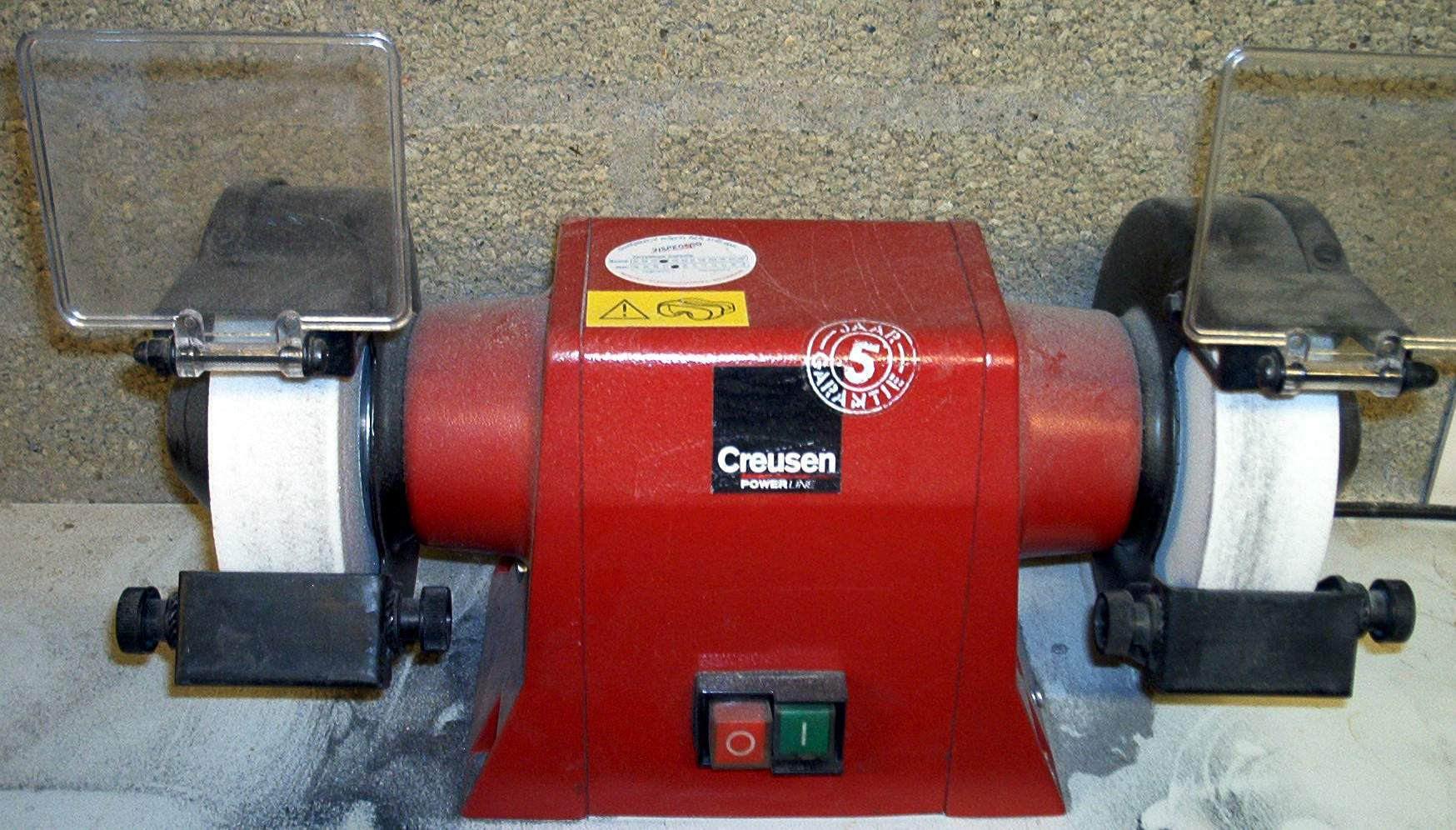

砂輪機（bench grinder, pedestal grinder），是一種利用电机驅動砂輪旋转且可安裝在桌上（台式砂轮机），或是固定在地板上（立柱砂轮机）的磨削机器。這類磨床常用于手工磨利刀具和粗磨工件。
根據不同的粗細的砂輪它用於磨切削工具，如車刀或鑽頭。鋼絲刷輪或拋光車輪，以清潔或拋光工件。砂輪本身設計不適合用於磨削軟材料，如鋁、木頭。軟材料容易阻塞砂輪表面空隙，這可以去除件砂輪。
緊固砂輪於台式砂輪機的螺旋都是左旋螺旋。左旋螺旋遵守反時針方向，從螺旋的任意一端朝軸桿看去，假若將螺旋以反時針方向旋轉，則左旋螺旋會移動離開觀看者。